# Litoporus
Litoporus là một chi nhện trong họ Pholcidae.

## Các loài
Các loài trong chi này gồm:
- Litoporus aerius Simon, 1893 — Venezuela
- Litoporus agricola Mello-Leitao, 1922 — Brazil
- Litoporus dimona Huber, 2000 — Brazil
- Litoporus iguassuensis Mello-Leitao, 1918 — Brazil
- Litoporus lopez Huber, 2000 — Colombia
- Litoporus manu Huber, 2000 — Peru
- Litoporus pakitza Huber, 2000 — Peru
- Litoporus saul Huber, 2000 — French Guiana
- Litoporus secoya Huber, 2000 — Colombia
- Litoporus uncatus (Simon, 1893) — Northern South America
- Litoporus yucumo Huber, 2000 — Bolivia